# Полис, Янис (борец)
Я́нис По́лис (латыш. Jānis Polis; 12 января 1892, Вильзенская волость, Лифляндская губерния — 29 сентября 1953, Рига) — российский, впоследствии латвийский борец в греко-римском стиле. Тренер. Мастер спорта СССР (1946).

## Биография, карьера
Родился в 1891 году. Выступал в латвийских атлетических клубах «1-й Рижский атлетический клуб» и «Краузе».
В 1912 году впервые принял участие в летних Олимпийских играх в Стокгольме (Швеция), где выступал от Российской империи в качестве борца в средней весовой категории (до 75 кг). Призового места не занял. Выбыл в третьем раунде соревнований.
В 1913 году стал чемпионом Первой российской олимпиады в среднем весе. Годом спустя не сумел защитить завоёванный титул, проиграв в финале тяжёлой весовой категории борцовского турнира Второй российской олимпиады Вальтементу из Ревеля.
Выступал за петербургский спортивный клуб «Санитас» под руководством Людвига Чаплинского.
В 1924 году Полис принимал участие на летних Олимпийских играх в Париже (Франция), на этот раз в составе сборной Латвии. Соревновался в тяжёлом весе (свыше 82,5 кг), однако и тогда не заработал медалей, одержав две победы и потерпев два поражения. В дальнейшем выступал в качестве тренера, в том числе тренировал олимпийскую сборную Латвии по греко-римской борьбе.
Помимо Олимпийских игр, Янис Полис участвовал в Чемпионате мира по борьбе 1921 года. Был чемпионом Прибалтийских губерний (1912, 1913), шестикратный чемпион Латвии в тяжёлом весе (1920—1925).
В 1940-е годы тренировал борцов греко-римского стиля в рижском обществе «Даугава». В 1946 году ему было присвоено звание «Мастер спорта СССР». 
Умер в 1953 году в Риге.